# Kingston (Geòrgia)
Kingston és una població dels Estats Units a l'estat de Geòrgia. Segons el cens del 2000 tenia 659 habitants.

## Demografia
Segons el cens del 2000, Kingston tenia 659 habitants, 248 habitatges, i 191 famílies. La densitat de població era de 314,1 habitants/km².
Dels 248 habitatges en un 32,7% hi vivien nens de menys de 18 anys, en un 49,2% hi vivien parelles casades, en un 22,6% dones solteres, i en un 22,6% no eren unitats familiars. En el 20,6% dels habitatges hi vivien persones soles l'11,7% de les quals corresponia a persones de 65 anys o més que vivien soles. El nombre mitjà de persones vivint en cada habitatge era de 2,66 i el nombre mitjà de persones que vivien en cada família era de 3,04.
Per edats la població es repartia de la següent manera: un 26,1% tenia menys de 18 anys, un 10,3% entre 18 i 24, un 26,3% entre 25 i 44, un 24,3% de 45 a 60 i un 13,1% 65 anys o més.
L'edat mediana era de 36 anys. Per cada 100 dones de 18 o més anys hi havia 87,3 homes.
La renda mediana per habitatge era de 27.083 $ i la renda mediana per família de 36.667 $. Els homes tenien una renda mediana de 28.333 $ mentre que les dones 22.353 $. La renda per capita de la població era de 18.319 $. Entorn del 10,4% de les famílies i el 15,4% de la població estaven per davall del llindar de pobresa.

## Poblacions més properes
El següent diagrama mostra les poblacions més properes.